# 三氧化二硼
三氧化二硼（化学式：B2O3）又称氧化硼，是硼最主要的氧化物。它是一种白色蜡状固体，一般以无定形的状态存在，很难形成晶体，但在高强度退火后也能结晶。它是已知的最难结晶的物质之一。

## 结构
玻璃状氧化硼（g-B2O3）很可能是一种由许多三角形BO3单元通过共用氧原子部分有序连接而成的网络结构，其中以硼氧相间的六元环B3O3占优势。该六元环中，硼原子为三配位，氧原子为二配位。该玻璃体在325－450 °C时软化，其密度随受热情况而有一个变化范围。加热时，玻璃体氧化硼结构中的无序度增加。超过450 °C时会产生有极性的－B＝O基。高于1000 °C时，氧化硼蒸气则全部由B2O3单体组成，其结构为角形的 O＝B－O－B＝O。
常压下使液态的氧化硼在200－250 °C范围内结晶，可以形成普通的六方晶系氧化硼（α-B2O3），其结构（见右图）几乎全部由三角形的BO3单元组成。
在22000atm和400 °C时，α-B2O3转变为高温高压型的单斜晶体β-B2O3。该转变过程类似于石英在高压下到柯石英的转化。除此之外，β-B2O3也可以由液态氧化硼在40000atm和600 °C时结晶得到。
β-B2O3的体积模量很大（K = 180 GPa）。g-B2O3和β-B2O3的维氏硬度分别为1.5GPa和16GPa。

## 制备
虽然硼在空气和氧气中燃烧都可以直接产生三氧化二硼，但三氧化二硼主要是通过硼酸脱水制取的。在200－400 °C对硼酸真空脱水，可以得到非常干燥的三氧化二硼。如果在大气中脱水，即使加热到1000 °C，也很难去除最后剩下的痕量水。
{\displaystyle {\rm {H_{3}BO_{3}\rightarrow HBO_{2}+H_{2}O\,}}}
{\displaystyle {\rm {2HBO_{2}\rightarrow B_{2}O_{3}+H_{2}O\,}}}
硼酸则可通过硼砂和硫酸共热反应制取。

## 化学性质
氧化硼是酸性氧化物，熔融时可以溶解许多碱性的金属氧化物，生成有特征颜色的玻璃状硼酸盐和偏硼酸盐（玻璃）。这是硼砂珠试验定性鉴别金属的原理。例如：
{\displaystyle {\rm {CuO+B_{2}O_{3}\rightarrow Cu(BO_{2})_{2}\,}}}（蓝色）
{\displaystyle {\rm {Fe_{2}O_{3}+3B_{2}O_{3}\rightarrow 2Fe(BO_{2})_{3}\,}}}（黄色）
氧化硼可以被碱金属、铝和镁还原为单质硼：
{\displaystyle {\rm {B_{2}O_{3}+3Mg\rightarrow 2B+3MgO\,}}}
反应后用盐酸处理反应混合物，MgO、B2O3和Mg溶于盐酸，过滤后得到粗硼。氧化硼在高温时不能为碳还原（高温下可以形成碳化硼）。高温下氧化硼与碳和氯气反应，可以得到三氯化硼：
{\displaystyle {\rm {B_{2}O_{3}+3C+3Cl_{2}\rightarrow 2BCl_{3}+3CO\,}}}
600 °C时，氧化硼与氨反应可以得到氮化硼（BN），与氢化钙反应则得到六硼化钙（CaB6）。
氧化硼是硼酸的酸酐，溶于水时会放出大量热生成偏硼酸和硼酸：
{\displaystyle {\rm {B_{2}O_{3}(s)+H_{2}O(g)\rightarrow 2HBO_{2}(g)\,}}}， {\displaystyle {\rm {\Delta H^{o}=-199.2kJ/mol\,}}}
{\displaystyle {\rm {B_{2}O_{3}+3H_{2}O\rightarrow 2H_{3}BO_{3}\,}}}

## 应用
氧化硼可以用作：
- 制取其他硼化合物（如碳化硼）的原料；
- 制造硼矽酸鹽玻璃（英语：Borosilicate glass）的原料；
- 有机合成中的酸性催化剂；
- 搪瓷、陶瓷釉料的助熔剂；
- 玻璃纤维生产过程中的添加剂；
- 制造化合物半导体（如砷化镓、磷化镓、砷化铟）时的液封剂等。